# Триппа, Умберто
Умберто Триппа (итал. Umberto Trippa; 6 апреля 1931, Терни, Умбрия — 18 декабря 2015, Турин) — итальянский борец греко-римского и вольного стилей. Участник летних Олимпийских игр 1952, 1956 и 1960 годов, серебряный призёр чемпионата мира 1953 года.

## Биография
Умберто Триппа родился 6 апреля 1931 года в итальянском городе Терни.
Восемь раз становился чемпионом Италии по греко-римской борьбе.
В 1951 году завоевал бронзовую медаль Средиземноморских игр в Александрии в греко-римской борьбе в весовой категории до 67 кг.
В 1952 году вошёл в состав сборной Италии на летних Олимпийских играх в Хельсинки. В греко-римской борьбе в весе до 62 кг в первом раунде раздельным решением судей (2:1) победил Дагфина Хусебю из Норвегии, во втором раздельным решением судей (1:2) уступил Абделю Аль-Рашиду из Египта, в третьем на 3-й минуте победил Рольфа Эллерброка из ФРГ, в пятом единогласным решением судей (3:0) победил Бартля Брёцнера из Австрии и занял 4-е место.
В 1953 году завоевал серебряную медаль чемпионата мира по греко-римской борьбе в Неаполе в весе до 62 кг.
В 1955 году завоевал серебряную медаль Средиземноморских игр в Барселоне в вольной борьбе в весе до 62 кг.
В том же году участвовал в чемпионате мира по греко-римской борьбе в Карлсруэ, где занял 5-е место в весе до 62 кг.
В 1956 году вошёл в состав сборной Италии на летних Олимпийских играх в Мельбурне. В греко-римской борьбе в весе до 62 кг в первом раунде раздельным решением судей (1:2) уступил Имре Пойяку из Венгрии, во втором единогласным решением судей (3:0) выиграл у Иона Попеску из Румынии, в третьем на 11-й минуте проиграл Роману Дзнеладзе из СССР и занял 6-е место.
В 1960 году вошёл в состав сборной Италии на летних Олимпийских играх в Риме. В греко-римской борьбе в весе до 62 кг в первом раунде решением судей победил Роже Манхарда из Франции, во втором решением судей выиграл у Ханса Марте из Австрии, в третьем за 26 секунд победил Рудольфа Педерсена из Норвегии, в четвёртом решением судей одолел Спаса Пенева из Болгарии, в шестом решением судей уступил Константину Вырупаеву из СССР и занял 4-е место.
Умер 18 декабря 2015 года в итальянском городе Турин.

## Память
В Терни на Аллее славы, где увековечены имена местных олимпийцев, установлена плита с именем Умберто Триппы.